# محمد خلف حسن الجبوري
محمد خلف حسن الجبوري وهو سياسي عراقي من محافظة نينوى شغل منصب عضو في مجلس النواب العراقي بين عامي 2005 و 2010 عن قائمة كتلة المصالحة والتحرير مع مشعان الجبوري.
وقد شغل منصب عضو في لجنة الزراعة والمياه لتلك الدورة البرلمانية.